# 伊諾 (阿拉巴馬州)
伊諾（英語：Ino）是一個位於美國阿拉巴馬州科菲縣的非建制地區。該地的面積和人口皆未知。

## 地理
伊諾的座標為31°16′17″N 86°05′41″W / 31.27138°N 86.09472°W，而該地最高點為海拔高度95米（即312英尺）。